# Il film Pokémon - Scelgo te!
Il film Pokémon - Scelgo te! (劇場版ポケットモンスター キミにきめた！?, Gekijōban Poketto Monsutā Kimi ni kimeta!) è un film d'animazione del 2017 diretto da Kunihiko Yuyama.
Si tratta del ventesimo film basato sull'anime Pokémon. Annunciato il 15 dicembre 2016, il lungometraggio vede come protagonisti Ash Ketchum, il suo Pokémon iniziale Pikachu e i Pokémon leggendari Ho-Oh e Marshadow. Nel primo trailer del film vengono mostrate scene tratte dal primo episodio della serie animata. Mostrato in anteprima durante il Japan Expo, il lungometraggio è stato distribuito in Giappone dal 15 luglio 2017. In Italia il film è stato distribuito nei cinema da Nexo Digital e proiettato il 5 e 6 novembre 2017. Successivamente il film è stato trasmesso su K2 il 18 dicembre 2017.

## Trama
Ash Ketchum è un ragazzo che, compiuti dieci anni, si reca dal Professor Oak per scegliere il suo primo Pokémon e iniziare il suo viaggio come allenatore di Pokémon. Inizialmente il suo Pikachu lo detesta, ma dopo essere stato salvato da uno stormo di Spearow, il Pokémon cambia idea. Ash e il suo Pikachu incontrano il Pokémon leggendario Ho-Oh.
Dopo aver conquistato alcune medaglie nella regione di Kanto, Ash tenta di catturare Entei con l'aiuto degli allenatori Amina e Sami, provenienti rispettivamente da Duefoglie e Rupepoli. Il ragazzo in seguito ottiene un esemplare di Charmander e scopre l'ubicazione di Ho-Oh. Nel corso della ricerca del Pokémon Arcobaleno i ragazzi si imbattono in Suicune e Raikou.
Arrivati al monte che ospita Ho-Oh, Ash incontra l'originale proprietario del suo Charmander. Il suo Lycanroc viene tuttavia posseduto dal leggendario Marshadow e tenta di uccidere il proprio allenatore, ma il Charizard di Ash riesce a salvarlo.
In seguito Ash e il suo Pikachu hanno uno scontro con Ho-Oh che vede la vittoria del Pokémon leggendario. Dopo aver portato il suo Pokémon elettrico presso un Centro Pokémon, Ash saluta i suoi compagni di viaggio. Uno di loro ha intenzione di cercare il trio Articuno, Zapdos e Moltres.

## Accoglienza
Nei primi due giorni di proiezione, il film si è piazzato al primo posto nel box office giapponese, con oltre 430 000 biglietti venduti e un incasso pari a 516 milioni di yen. Il precedente film Pokémon che aveva ottenuto questo piazzamento era stato Diancie e il bozzolo della distruzione (2014).